# Ruggell
Ruggell (Dialekt: Ruggäll) ist eine Gemeinde im Unterland des Fürstentums Liechtenstein. Sie ist die nördlichste Gemeinde des Fürstentums und liegt in der Ebene des Alpenrheintals, am Fusse des Eschnerbergs (auch Schellenberg). Aufgrund dieser ebenen (flachen) Topographie wird Ruggell als «Fahrraddorf» bezeichnet.

## Einwohner

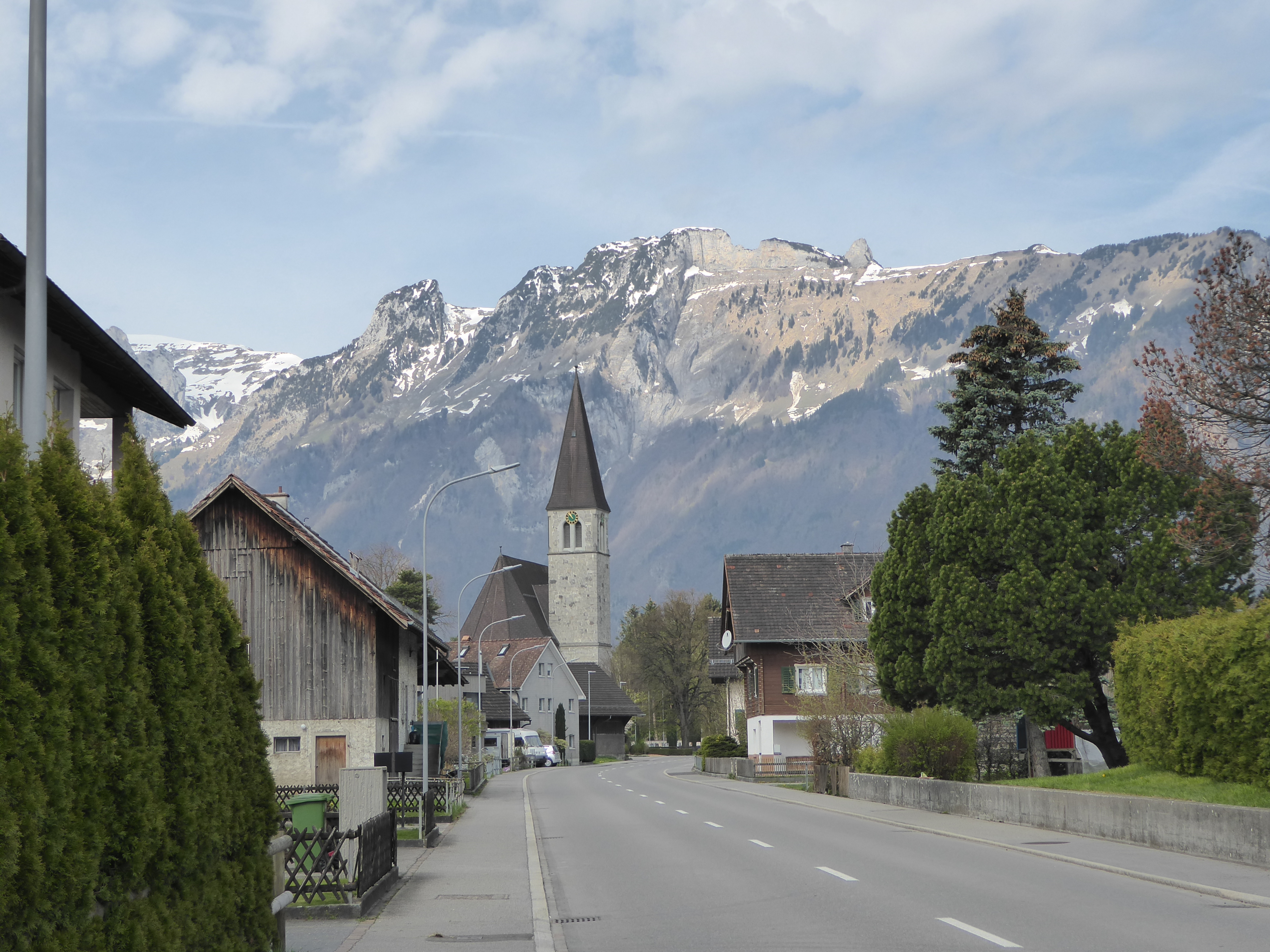
Schellenbergstrasse, hinten Pfarrkirche und Kreuzberge

Ruggell hat 2135 Einwohner – davon sind 1060 männlich und 1075 weiblich (Stand: 30. Juni 2015). Die Nationalitäten verteilen sich wie folgt: 1575 sind Liechtensteiner (73,8 %), 560 haben andere Nationalitäten (26,2 %). Im Dezember 2010 hatte die Gemeinde Ruggell die Einwohnerzahl von 2000 Personen erreicht.

## Geschichte

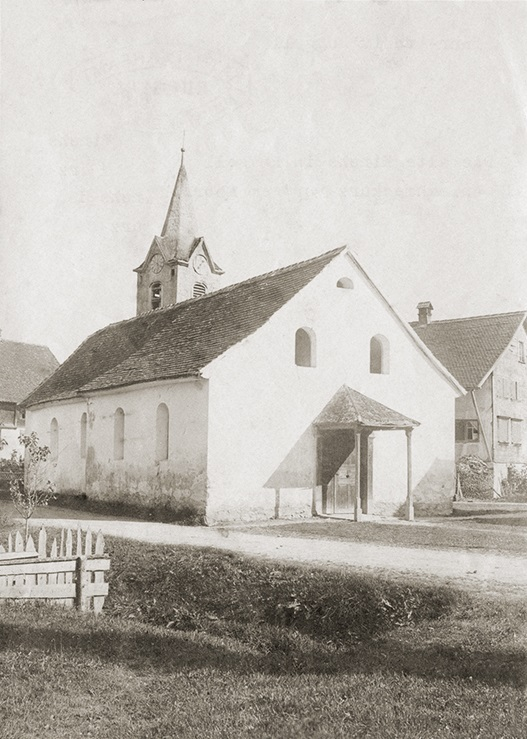
Frühere Fridolinskapelle, um 1890

Der Name Ruggell wurde schon in früher Zeit, erstmals um etwa 933 n. Chr., urkundlich auf einem Kaufvertrag erwähnt, der sich heute im Stiftsarchiv St. Gallen befindet. Er rührt vom Ausdruck roncale - ad roncalem her, was so viel wie roden, urbar machen bedeutet. Es siedelten hier aber schon in früherer Zeit Menschen, wie bronze- und römerzeitliche Funde im Ruggeller Riet belegen: Schmucknadeln, eine Lanzenspitze aus Bronze, ein Armreif und eine Bronzefibel.
Spätere geschichtliche Dokumente verweisen auf den ständigen Kampf mit dem Rhein und als Folge auch auf Nässe, Kälte und Hungersnöte. Daher ist die Ruggeller Geschichte stark mit dem Rhein verwurzelt. Durch Überschwemmungen brachte der Fluss immer wieder Leid und Elend ins Dorf und verwüstete es, bis nach dem letzten Rheineinbruch im Jahre 1927 der Rhein gebändigt und kanalisiert wurde. Seither hat das Gewässer seinen Schrecken verloren.
Ruggell war ein Bauerndorf – praktisch jeder Haushalt führte nebenbei eine kleine Landwirtschaft mit ein paar Kühen, Hühnern und Schweinen, meist für den Selbstgebrauch oder als Zubrot. Heute sind nur noch einige wenige Bauern übriggeblieben. Meist sind diese auf Aussiedlungshöfen ausgesiedelt. Im Dorf selbst sind nur noch etwa zwei oder drei Bauern tätig. So ist die «dorfromantische» Idylle mit Hühnern, Kühen und Misthaufen aus dem Dorfbild verschwunden; Einfamilienhäuser mit gepflegten Gärten und Plätzen prägen inzwischen seinen Charakter.
Die Wohnbevölkerung hat sich in den vergangenen 30 Jahren mehr als verdoppelt. Heute leben mehr als 2000 Menschen in der nördlichsten und tiefstgelegenen Gemeinde des Landes. Das Dorfbild ist – neben historischen Bauten wie der 1899 vom Wiener Architekten Gustav von Neumann erbauten Pfarrkirche St. Fridolin – von modernen privaten und gewerblichen Gebäuden geprägt.
Infrastrukturell sind in Ruggell Verwaltung, Schule, Post, Gastbetriebe, Freizeitstätten, Gewerbebetriebe, Gemeindefernsehkanal, Fuss- und Fahrradwege, Baurechtsmöglichkeiten für Wohnungen und Unternehmungen und eine gute Erschliessung durch den öffentlichen Verkehr vorhanden. Auch für die Nahversorgung der Einwohner ist gesorgt.

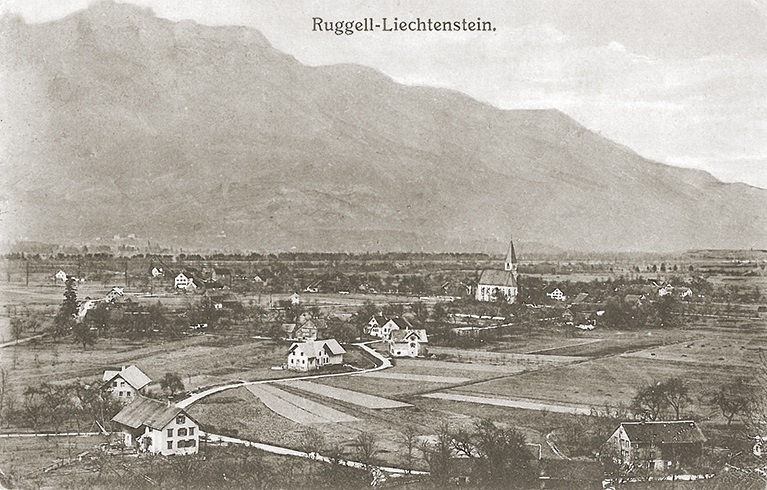
Ruggell, in der Mitte 1920er-Jahre
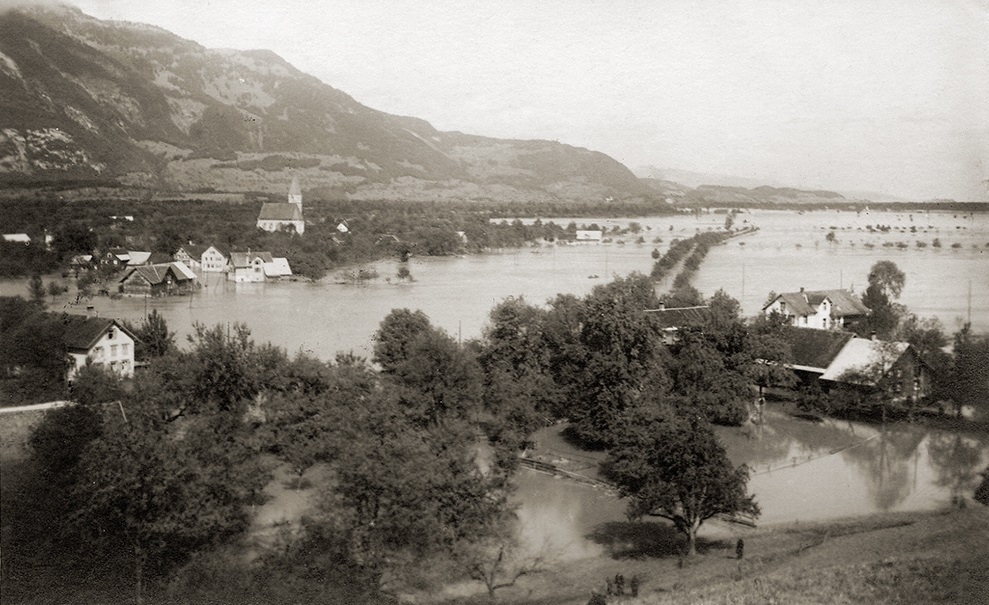
Ruggell während der Rheinüberschwemmung von 1927
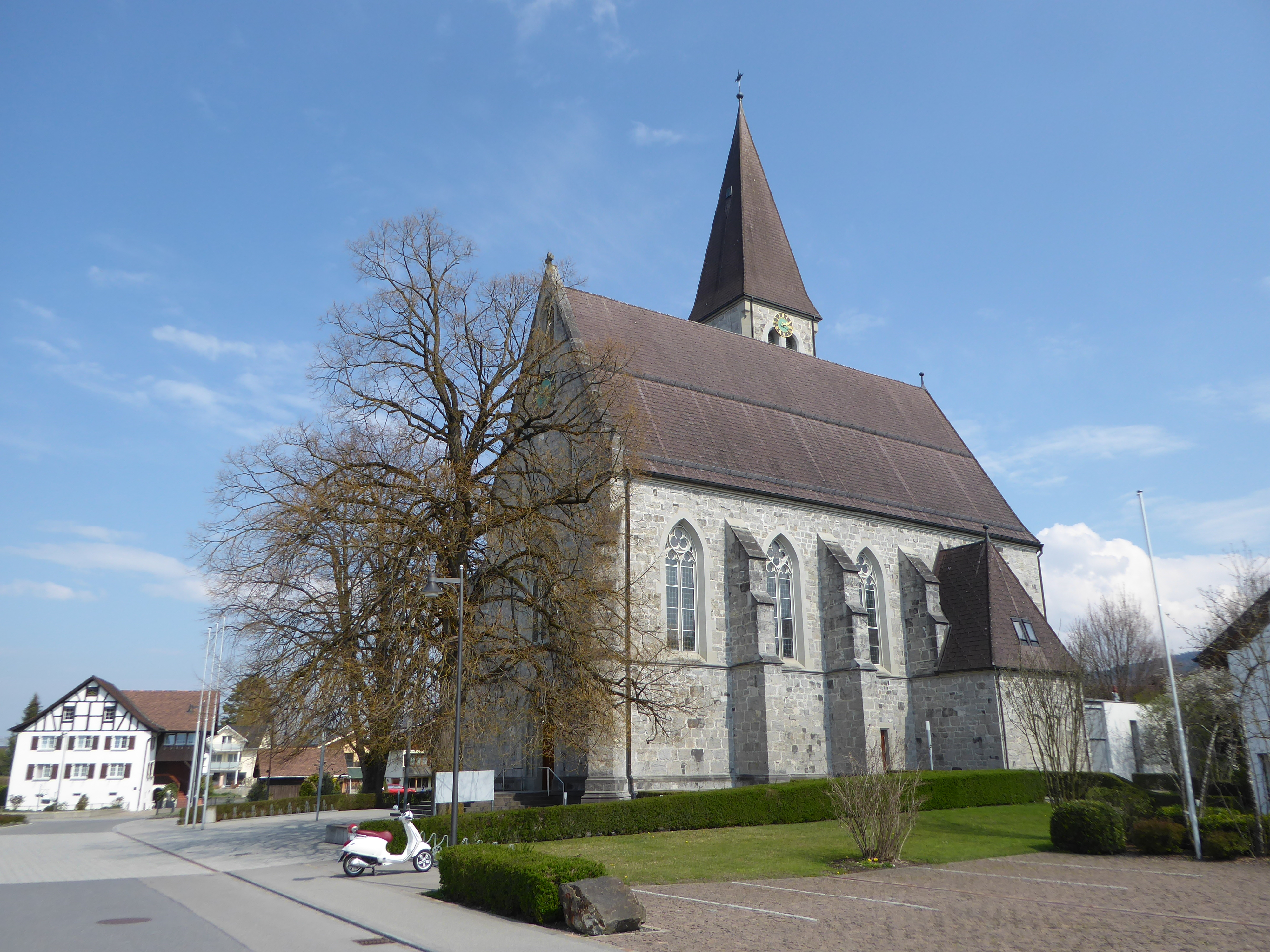
Pfarrkirche St. Fridolin aus dem Jahr 1899

## Wappen
Im roten Schild über einen blauen weiss gesäumten Wellenbalken, welcher den Rhein symbolisiert und nahe dem Schildfuss ist eine goldene gestielte Kornähre, diese symbolisiert das Riet mit seinen Kornfeldern mit Seitenblatt beiderseits des Halmes.

## Geographie

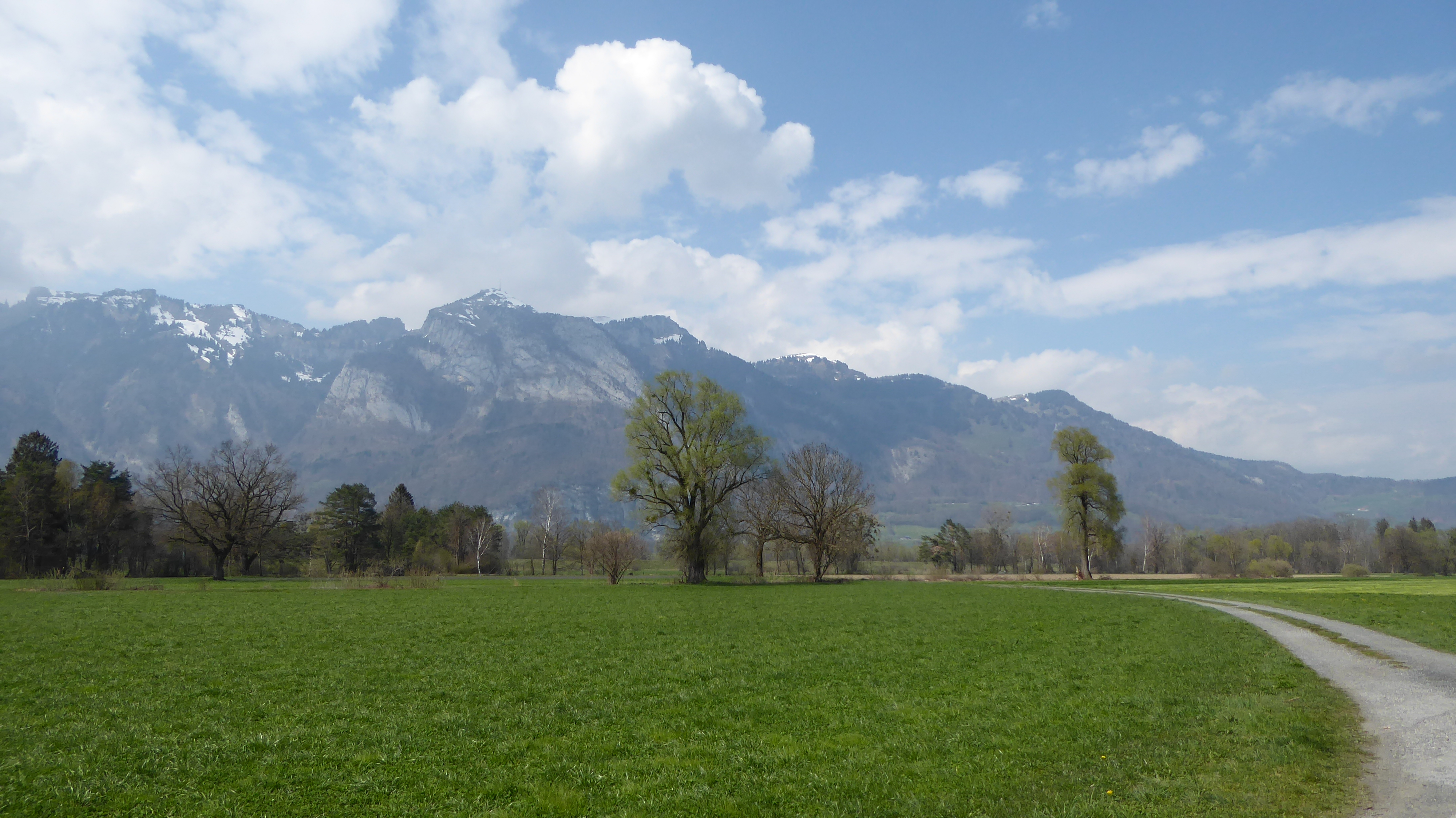
Blick vom Ruggeller Riet auf den Hohen Kasten in der Schweiz

Ruggell ist die nördlichste Gemeinde des Fürstentums und grenzt direkt an Österreich (Riet/Scheidgraben) sowie durch den Rhein getrennt, auch an die Schweiz. Das Bangserfeld, nördlich der Mündung des Liechtensteiner Binnenkanals in den Rhein, welcher vor einigen Jahren renaturiert wurde, bildet das Dreiländereck Liechtenstein-Schweiz-Österreich. Zwischen dem Bangserfeld und der Bangserwesa liegt auch der tiefste Punkt des Fürstentums Liechtenstein mit etwa 430 Metern über dem Meer (höchster Punkt des Landes ist der Vorder-Grauspitz im Rätikon mit 2599 Metern über dem Meer).
Es herrscht ein mildes alpines Klima, welches durch den teilweise stürmischen «Föhn» geprägt wird. Die Temperaturen schwanken zwischen −15 °C im Winter und teilweise über 30 °C im Sommer.

## Flora und Fauna

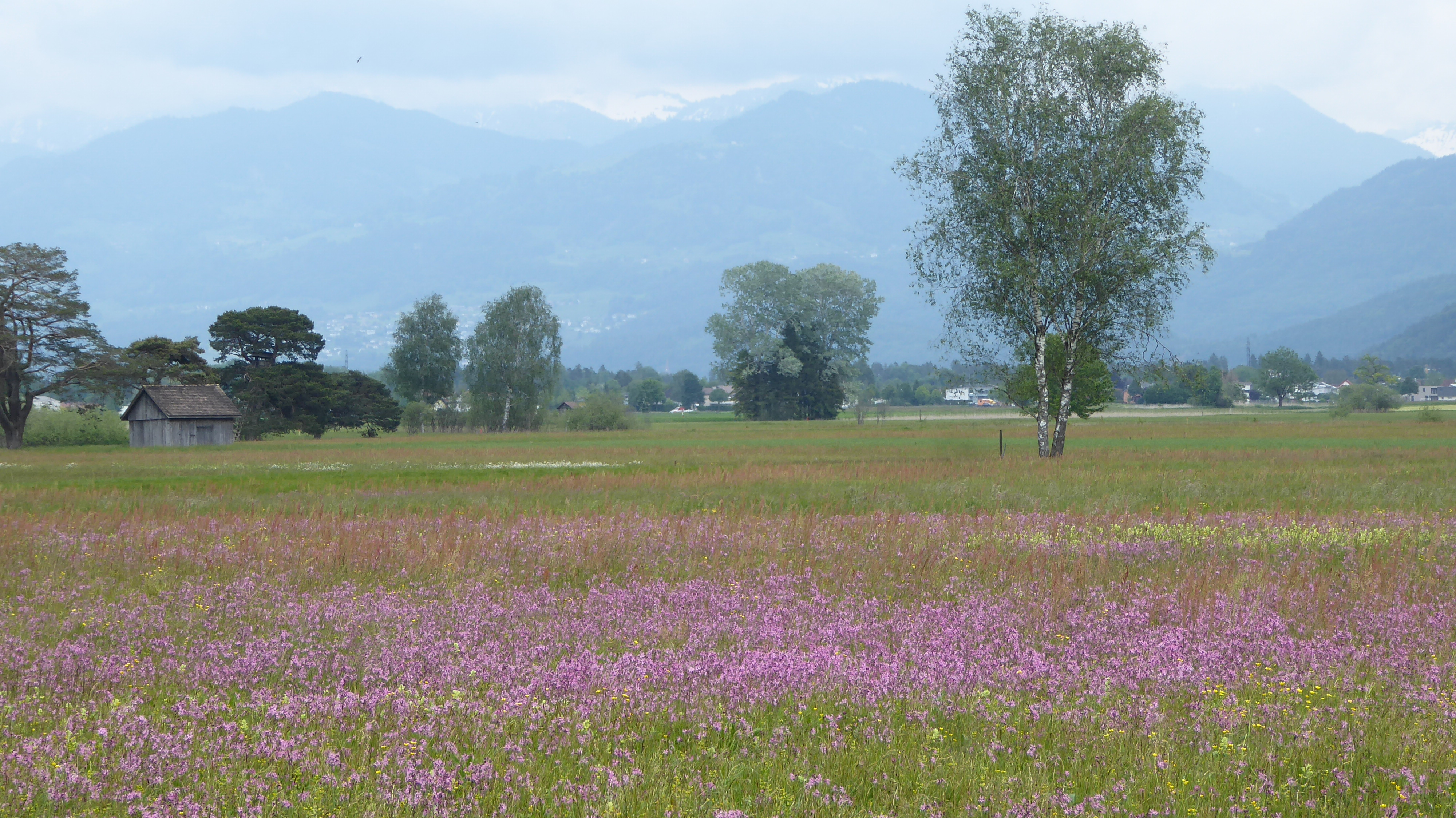
Ruggeller Riet

An der Nordseite des Eschnerbergs befindet sich das Ruggeller Riet, ein an Fauna und vor allem Flora reichhaltiges rund 90 Hektar grosses Naturschutzgebiet. Das Ried entstand nach dem Abschmelzen des Rheingletschers vor rund 16 500 Jahren und der darauf folgenden Flachseebildung und Verlandung. Der vermutlich seit dem 19. Jahrhundert bedeutende Torfabbau ging nach dem Zweiten Weltkrieg zurück. Von den ursprünglich rund 100 Torfhütten standen 1982 noch 12.
Zur grossen biologischen Vielfalt des Ruggeller Riets gehören Torfmoosdecken, Pfeifengraswiesen, Kleinseggenrieder und Kopfbinsenrasen. Ende Mai bis Juni blüht  die Sibirische Schwertlilie (Iris sibirica), welche dann auf weiten Teilen des Naturschutzgebietes den Hauptblühaspekt darstellt. 736 Pflanzen- und 1631 Tierarten kommen im Ruggeller Riet vor, darunter der Storch und der Grosse Brachvogel, der als Brutvogel seit 1997 verschwunden ist.
Die Ruggeller werden im Volksmund auch «Lättaknätter» genannt. Dieser Ausdruck stammt auch vom Riet. Der lehmige Boden, der hier vorkommt, wird als «Lätta» bezeichnet. Früher wurde im Riet auch Torf gestochen. Der Torf wurde zum Feuern, also Beheizen der Häuser benutzt. Diese alte Tradition ist in den letzten Jahren zunehmend verschwunden.

## Sprache
Die Amtssprache ist Deutsch. Als Umgangssprache wird ein alemannischer Dialekt gesprochen, welcher eine Mischung aus den angrenzenden vorarlbergischen und schweizerischen Dialekten darstellt.

## Politik

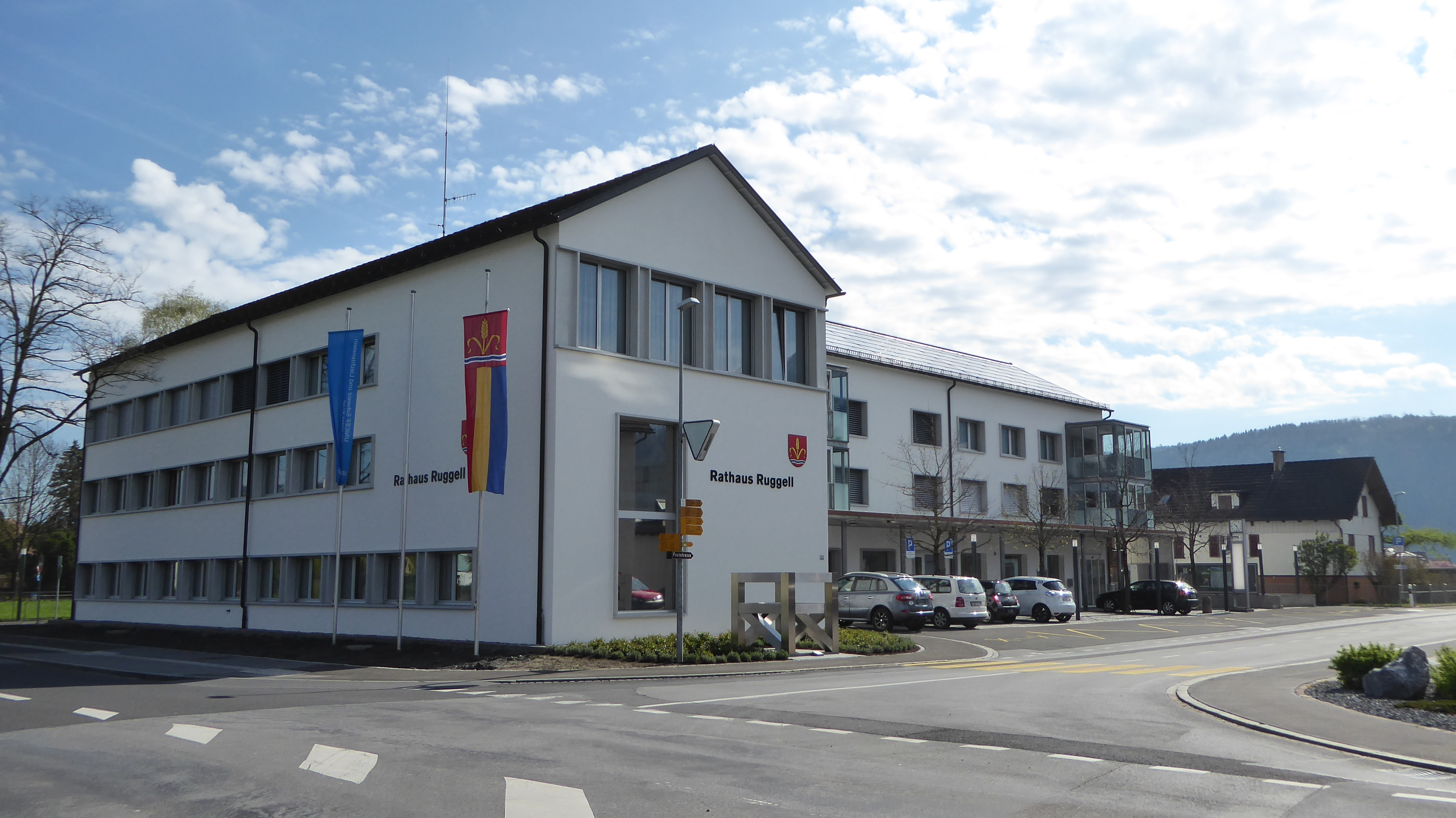
Rathaus Ruggell

Die alle vier Jahre durchgeführten Gemeinderats- und Vorsteherwahlen brachten im Januar 2007 einige Neuerungen:
So wurde Ernst Büchel von der Fortschrittlichen Bürgerpartei (FBP; die Schwarzen) neuer Vorsteher von Ruggell. Er löste den bisherigen Vorsteher Jakob Büchel von der Vaterländischen Union (VU; die Roten) nach acht Amtsjahren ab. Die FBP stellte somit nach 24 VU-Vorsteher-Jahren wieder den Vorsteher in Ruggell. Dieser wird jeweils separat und direkt im Majorzsystem gewählt.
Bei den Wahlen im Januar 2011 wurde der amtierende Vorsteher Ernst Büchel für weitere vier Jahre wieder gewählt. Von der  Vaterländischen Union wurde kein Kandidat nominiert.
Nach acht Amtsjahren als Vorsteher trat Büchel nicht mehr als Kandidat bei den im Jahr 2015 durchgeführten Wahlen an. Als Nachfolgerin wurde Maria Kaiser-Eberle, ebenfalls von der Fortschrittlichen Bürgerpartei (FBP), mit einer knappen Mehrheit gewählt. Als Gegenkandidat war Mario Wohlwend von der Vaterländischen Union (VU) angetreten. Kaiser-Eberle war damals die einzige Gemeinde-Vorsteherin im Land und die zweite Frau, welche dieses Amt in Liechtenstein bekleidet. 2019 wurde sie mit 80,6 % der gültigen Stimmen im Amt bestätigt, ist aber nicht mehr die einzige Vorsteherin in Liechtenstein – in Triesen ist ebenfalls eine Frau Vorsteherin.
Bei der Gemeindewahl 2023 kandidierte für die FBP Christian Öhri als Gemeindevorsteher. Er wurde mit 54,6 % der gültigen Stimmen gewählt.
Der Gemeinderat hat acht Mitglieder. Er wird im Proporzverfahren durch die Ruggeller Bevölkerung gewählt (Verhältniswahl). Je vier Mitglieder gehören auch nach der Gemeindewahl vom 5. März 2023 einer der beiden Parteien FBP und VU an. Hinzu kommt der Vorsteher Christian Öhri.

## Religion
Die überwiegende Mehrheit der Ruggeller Bevölkerung (80,2 %) ist römisch-katholisch, 10,4 % sind protestantisch und 4 % gehören anderen Konfessionen und Religionen an, 5,4 % gehören keiner Religionsgemeinschaft an oder machten hierzu keine Angaben (Stand 31. Dezember 2010).

## Kultur

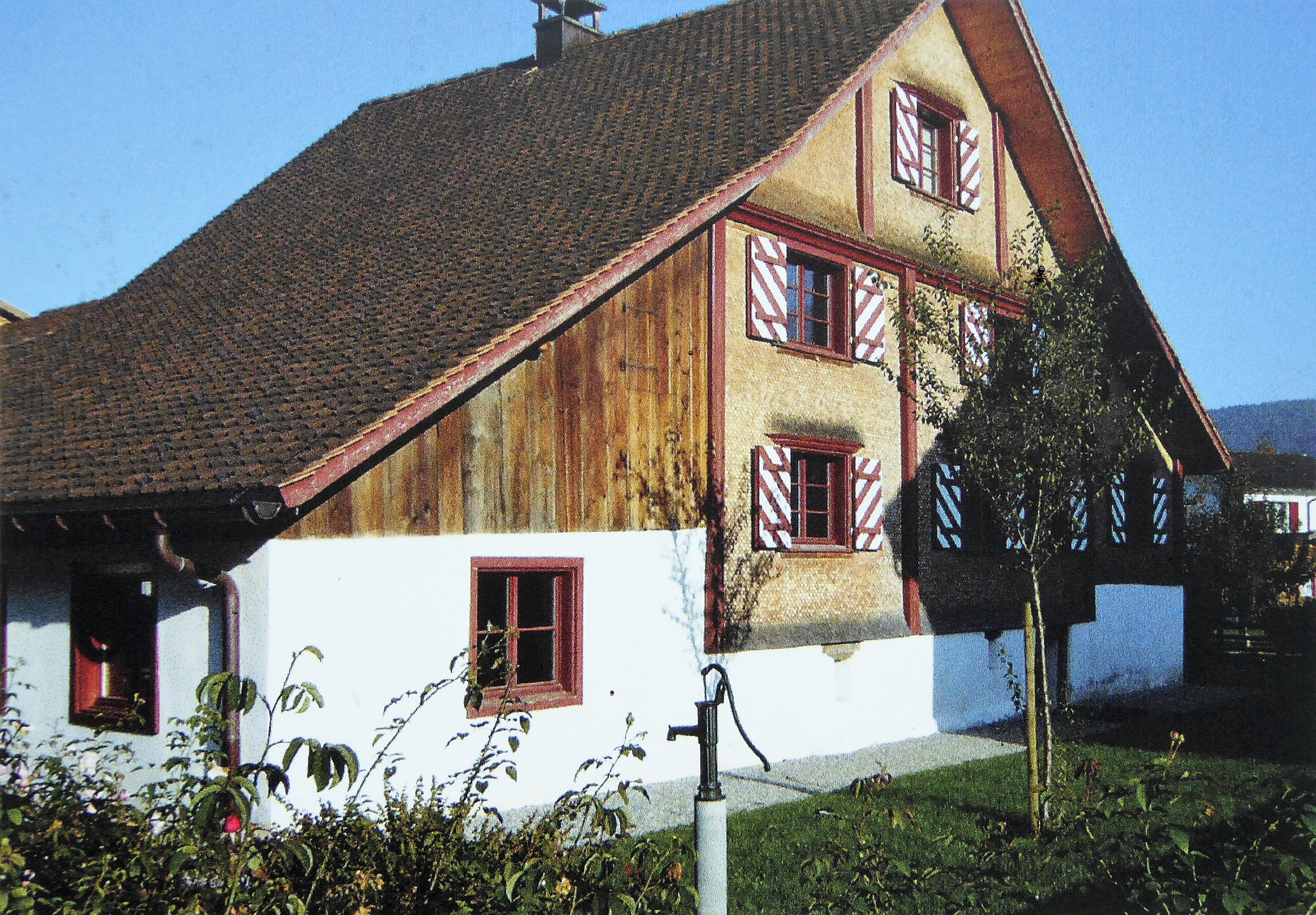
Das um 1730 erbaute Küfer-Martis-Huus hat seinen Namen von Martin Biedermann, dessen Grossvater Küfer war.

Ruggell hat ein reges und aktives Vereinsleben. Es gibt etwa 25 Vereine, darunter der Fussballclub FC Ruggell (dieser feierte 2008 sein 50-Jahr-Jubiläum), der Musikverein Frohsinn (dieser feierte 2010 sein 125-Jahr-Jubiläum), Gesangsvereine (Frauen- und Männerchor), Pfadfinder/innen St. Fridolin, Tennisclub, Tischtennisclub, Judoclub, Schützenverein, Veloclub (VC Ruggell – Radkriterium jeweils im Juli jedes Jahres – früher Schellenbergrundfahrt; Etappenort der Tour de Suisse), Damenturnverein, Funkenzunft Häxawahn, Freiwillige Feuerwehr (125-Jahr-Feier im Juni 2006), JAG Jugendarbeitsgemeinschaft der Unterländer Gemeinden Ruggell-Schellenberg-Gamprin.
Ruggell legt grossen Wert auf die Pflege der Tradition, auf sein Brauchtum und dessen Erhalt. Im Dorfmuseum Küefer-Martis-Huus, einem denkmalgeschützten Haus aus dem 18. Jahrhundert, gibt es regelmässig Ausstellungen, Vorträge und Vorlesungen zu verschiedenen Themen und Fachgebieten.
Ausserdem gibt es diverse Dokumentationen in Form von Büchern, Schriften, CDs (Mundart/Dialekt), Videos/DVDs (z. B. Torfstechen, Fischerei) über das Leben in Ruggell.

## Wirtschaft
Ruggell ist Sitz der Versicherungsgesellschaften Liechtenstein Life und PrismaLife.

## Sehenswürdigkeiten
- Pfarrkirche St. Fridolin (1899)
- Dorfmuseum Küefer-Martis-Huus

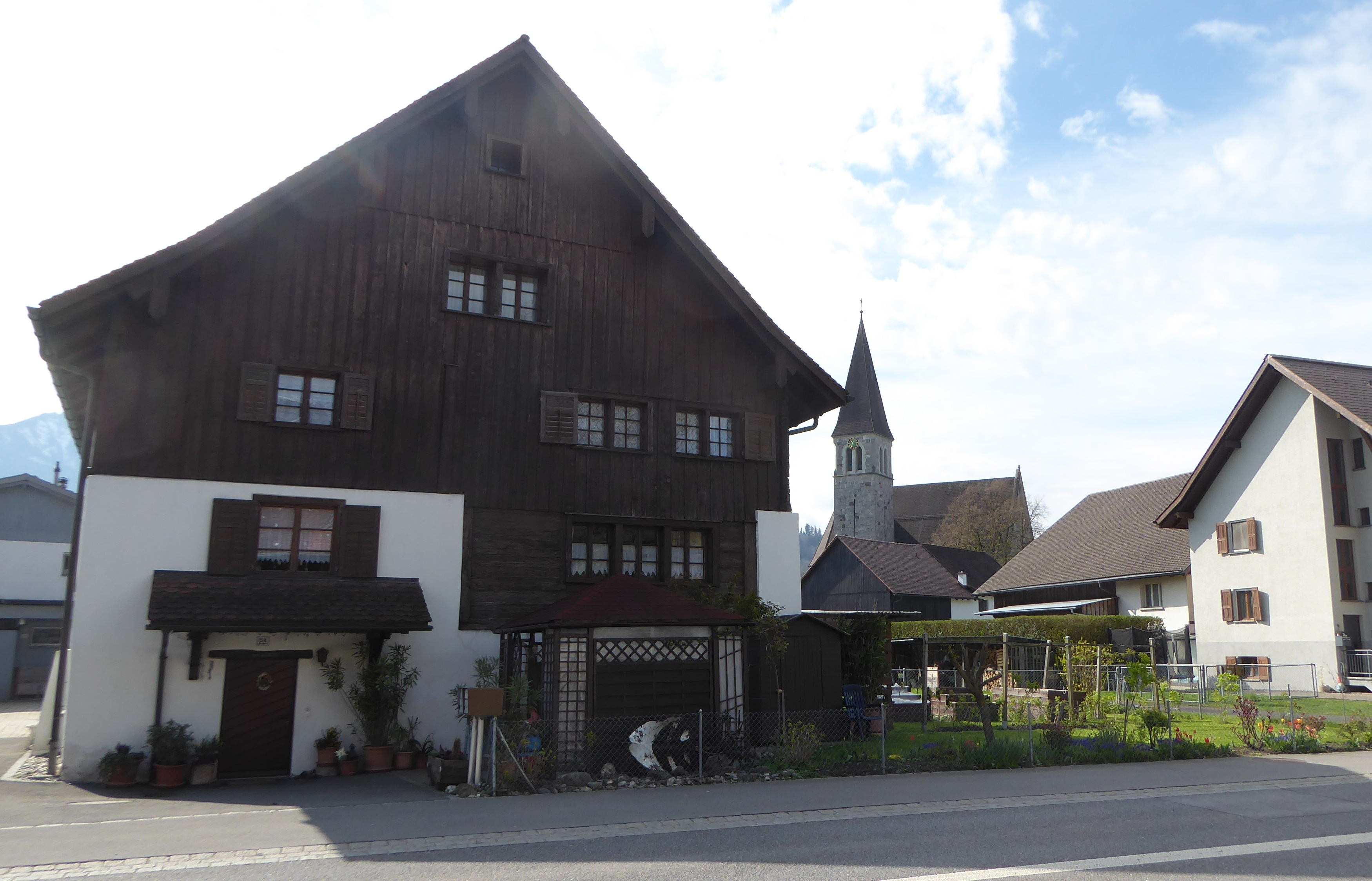
Haus Dorfstrasse 54

- Renaturierte Kanalmündung in den Rhein
- Ruggeller Riet (Sumpfgebiet mit sehr reichhaltiger Flora und Fauna)
- Drei-Länder-Punkt (FL-A-CH)
- Naturdenkmal Hohle Kopfweide

## Persönlichkeiten
- Ferdinand Matt (1893–1953), Pfarrer und Kanonikus, in Ruggell geboren
- Adolf Heeb (* 1940), Radrennfahrer und Politiker, in Ruggell geboren
- Hanni Wenzel (* 1956), Skirennläuferin
- Georges Lüchinger (* 1965), Moderator, Showmaster, Kommunikationsunternehmer und Sportfunktionär
- Klaus Tschütscher (* 1967), Regierungschef Liechtensteins 2009–2013
- Hubert Büchel (* 1973), Politiker (VU)
- Marcel Tschopp (* 1974), Langstreckenläufer und Arzt, in Ruggell geboren
- Armin Öhri (* 1978), Schriftsteller
- Martin Büchel (* 1987), Profi-Fussballspieler
- Benjamin Büchel (* 1989), Profi-Fussballspieler, in Ruggell geboren